# 중앙도서관 (파주시)
파주중앙도서관은 경기도 파주시 소재의 도서관이다.

## 연혁
- 2005년 5월 20일 개관.

## 시설현황
- 시설명 : 파주중앙도서관
- 부지면적 : 2,031m²(615)
- 연면적 : 6,515.94m²(1,974)
- 좌석수 : 559석

## 이용 안내
이용 시간
휴관일
- 정기휴관일: 매월 첫째, 셋째주 월요일, 5째주 월요일
- 법정공휴일: 일요일을 제외한 법정 공휴일
- 도서관의 장서점검 및 도서정리, 시설의 수리 등 도서관장이 필요하다고 인정할 때